# Olympische Winterspiele 1980/Teilnehmer (Frankreich)
| Gelbes Symbol für Goldmedaillen mit stilisierten Olympischen Ringen | Graues Symbol für Silbermedaillen mit stilisierten Olympischen Ringen | Braundes Symbol für Bronzemedaillen mit stilisierten Olympischen Ringen |
| ------------------------------------------------------------------- | --------------------------------------------------------------------- | ----------------------------------------------------------------------- |
| —                                                                   | —                                                                     | 1                                                                       |

Frankreich nahm an den Olympischen Winterspielen 1980 in Lake Placid mit einer Delegation von 22 Athleten (16 Männer, 6 Frauen) teil. Die alpine Skirennläuferin Fabienne Serrat wurde als Fahnenträgerin der französischen Mannschaft zur Eröffnungsfeier ausgewählt.

## Teilnehmer nach Sportarten

### Biathlon
Herren:
- Yves Blondeau
10 km: 39. Platz
- André Geourjon
20 km: 9. Platz
4 × 7,5 km: 5. Platz
- Yvon Mougel
10 km: 33. Platz
20 km: 6. Platz
4 × 7,5 km: 5. Platz
- Christian Poirot
10 km: 13. Platz
4 × 7,5 km: 5. Platz
- Denis Sandona
20 km: 20. Platz
4 × 7,5 km: 5. Platz

### Eiskunstlauf
Herren:
- Jean-Christophe Simond
7. Platz

### Eisschnelllauf
Herren:
- Emmanuel Michon
500 m: 21. Platz
1000 m: 18. Platz

### Ski Alpin
| Damen: - Caroline Attia Abfahrt: DNF - Marina Laurencon Riesenslalom: DNF Slalom: DNF - Perrine Pelen Riesenslalom: Slalom: DNF - Anne-Flore Rey Riesenslalom: 25. Platz Slalom: DNF - Fabienne Serrat Riesenslalom: 4. Platz Slalom: DNF - Marie-Luce Waldmeier Abfahrt: 16. Platz | Herren: - Philippe Pugnat Abfahrt: 25. Platz |

### Ski Nordisch

#### Langlauf
Herren:
- Gérard Durand-Poudret
15 km: 42. Platz
4 × 10 km: 10. Platz
- Paul Fargeix
15 km: 28. Platz
30 km: 35. Platz
50 km: 35. Platz
4 × 10 km: 10. Platz
- Dominique Locatelli
15 km: 45. Platz
- Jean-Paul Pierrat
15 km: 14. Platz
30 km: 19. Platz
50 km: 12. Platz
4 × 10 km: 10. Platz
- Philippe Poirot
30 km: 38. Platz
50 km: DNF
- Michel Thierry
30 km: 44. Platz
50 km: 31. Platz
4 × 10 km: 10. Platz

#### Skispringen
Herren:
- Gérard Colin
Normalschanze: 35. Platz
Großschanze: 42. Platz
- Bernard Moullier
Normalschanze: 24. Platz
Großschanze: 37. Platz

## Weblink
- Französische Olympiamannschaft 1980 in der Datenbank von Sports-Reference (englisch; archiviert vom Original)